# Лисак Іван Іванович
Іван Іванович Лисак (1907, село Козацьке, тепер смт Каховського району Херсонської області — ?) — український радянський діяч, секретар Запорізького обласного комітету КП(б)У, 1-й секретар Генічеського районного комітету КП(б)У Запорізької (Херсонської) області.

## Біографія
На 1939 рік працював у Генічеському районному земельному відділі Запорізької області.
Член ВКП(б) з 1940 року.
Учасник німецько-радянської війни. Перебував на політичній роботі в 78-му укріпленому районі 51-ї армії 4-го Українського фронту.
У жовтні 1943 — жовтні 1946 року — 1-й секретар Генічеського районного комітету КП(б)У Запорізької (з 1944 року — Херсонської) області.
У вересні (затв. у листопаді) 1949 — вересні 1952 року — секретар Запорізького обласного комітету КП(б)У.
У вересні 1952 — після 1959 року — 1-й заступник голови виконавчого комітету Запорізької обласної ради депутатів трудящих.
На 1962—1967 роки — директор Запорізької обласної державної сільськогосподарської дослідної станції.
Подальша доля невідома.

## Нагороди
- орден Леніна (26.02.1958)
- орден Вітчизняної війни І ст. (1.02.1945)
- медаль «За бойові заслуги» (17.07.1944)
- Велика золота медаль Всесоюзної сільськогосподарської виставки
- медалі